# Championnats du monde de patinage artistique 2004
Navigation
Mondiaux 2003 Mondiaux 2005
Les championnats du monde de patinage artistique 2004 ont lieu du 21 au 28 mars 2004 à la Westfalenhalle de Dortmund en Allemagne.
Ce sont les derniers championnats du monde qui utilisent le système de notation 6.0. Dès la saison suivante, le nouveau système de jugement est mis en place, à la suite du scandale des jeux olympiques d'hiver de 2002.

## Qualifications
Les patineurs sont éligibles à l'épreuve s'ils représentent une nation membre de l'Union internationale de patinage (International Skating Union en anglais) et s'ils ont atteint l'âge de 15 ans avant le 1er juillet 2003. Les fédérations nationales sélectionnent leurs patineurs en fonction de leurs propres critères.
Sur la base des résultats des championnats du monde 2003, l'Union internationale de patinage autorise chaque pays à avoir de une à trois inscriptions par discipline.
| Entrées                                                    | Messieurs                                    | Dames                   | Couples                   | Danse sur glace                           |
| ---------------------------------------------------------- | -------------------------------------------- | ----------------------- | ------------------------- | ----------------------------------------- |
| 3                                                          | Russie États-Unis                            | Japon Russie États-Unis | Chine Russie              | Canada Russie                             |
| 2                                                          | Biélorussie Canada Chine Japon France Suisse | Canada Italie Ukraine   | Canada Pologne États-Unis | Bulgarie France Israël Ukraine États-Unis |
| Les pays non listés dans ce tableau ont droit à une entrée |                                              |                         |                           |                                           |

Pour la douzième année, l'Union internationale de patinage impose une ronde des qualifications pour les catégories individuelles masculine et féminine. Les qualifications sont divisées en deux groupes A et B. Pour les mondiaux 2004, le top 15 de chaque groupe accède au programme court, puis le top 24 accède au programme libre. Les scores des qualifications comptent pour le score final. 
En danse sur glace, la danse imposée s'est effectuée en deux groupes A et B. Le groupe B patine sa danse imposée en premier, puis le groupe A. La danse imposée est le Midnight Blues.

## Podiums
| Épreuves                            | Or                                  | Argent                          | Bronze                    |
| ----------------------------------- | ----------------------------------- | ------------------------------- | ------------------------- |
| Messieurs résultats détaillés       | Evgeni Plushenko                    | Brian Joubert                   | Stefan Lindemann          |
| Dames résultats détaillés           | Shizuka Arakawa                     | Sasha Cohen                     | Michelle Kwan             |
| Couples résultats détaillés         | Tatiana Totmianina / Maksim Marinin | Shen Xue / Zhao Hongbo          | Pang Qing / Tong Jian     |
| Danse sur glace résultats détaillés | Tatiana Navka / Roman Kostomarov    | Albena Denkova / Maxim Staviski | Kati Winkler / René Lohse |

## Tableau des médailles
| Rang  | Nation     | Or | Argent | Bronze | Total |
| ----- | ---------- | -- | ------ | ------ | ----- |
| 1     | Russie     | 3  | 0      | 0      | 3     |
| 2     | Japon      | 1  | 0      | 0      | 1     |
| 3     | Chine      | 0  | 1      | 1      | 2     |
| 3     | États-Unis | 0  | 1      | 1      | 2     |
| 5     | Bulgarie   | 0  | 1      | 0      | 1     |
| 5     | France     | 0  | 1      | 0      | 1     |
| 7     | Allemagne  | 0  | 0      | 2      | 2     |
| Total | Total      | 4  | 4      | 4      | 12    |

## Détails des compétitions
Pour la saison 2003/2004, les calculs des points se font selon la méthode suivante :
- chez les Messieurs et les Dames (0.4 point par place pour les qualifications, 0.6 point par place pour le programme court, 1 point par place pour le programme libre)
- chez les Couples artistiques (0.5 point par place pour le programme court, 1 point par place pour le programme libre)
- en danse sur glace (0.4 point par place pour la danse imposée, 0.6 point par place pour la danse originale, 1 point par place pour la danse libre)

### Messieurs
| Rang                                        | Nom                  | Nation               | Points | Qualif. B | Qualif. A | Prog. court | Prog. libre |
| ------------------------------------------- | -------------------- | -------------------- | ------ | --------- | --------- | ----------- | ----------- |
| 1                                           | Evgeni Plushenko     | Russie               | 2.0    |           | 1         | 1           | 1           |
| 2                                           | Brian Joubert        | France               | 4.0    | 2         |           | 2           | 2           |
| 3                                           | Stefan Lindemann     | Allemagne            | 6.0    |           | 3         | 3           | 3           |
| 4                                           | Stéphane Lambiel     | Suisse               | 8.8    | 3         |           | 6           | 4           |
| 5                                           | Johnny Weir          | États-Unis           | 10.2   | 7         |           | 4           | 5           |
| 6                                           | Michael Weiss        | États-Unis           | 11.0   |           | 5         | 5           | 6           |
| 7                                           | Zhang Min            | Chine                | 12.8   |           | 4         | 7           | 7           |
| 8                                           | Emanuel Sandhu       | Canada               | 16.2   | 1         |           | 13          | 8           |
| 9                                           | Frédéric Dambier     | France               | 16.6   | 4         |           | 10          | 9           |
| 10                                          | Li Chengjiang        | Chine                | 19.2   | 5         |           | 12          | 10          |
| 11                                          | Daisuke Takahashi    | Japon                | 20.4   |           | 7         | 11          | 11          |
| 12                                          | Andrei Griazev       | Russie               | 23.2   | 6         |           | 8           | 16          |
| 13                                          | Ben Ferreira         | Canada               | 26.0   | 9         |           | 14          | 14          |
| 14                                          | Kevin Van Der Perren | Belgique             | 26.6   | 8         |           | 19          | 12          |
| 15                                          | Ivan Dinev           | Bulgarie             | 28.2   | 11        |           | 18          | 13          |
| 16                                          | Matthew Savoie       | États-Unis           | 29.2   | 10        |           | 17          | 15          |
| 17                                          | Gheorghe Chiper      | Roumanie             | 29.4   |           | 6         | 15          | 18          |
| 18                                          | Sergei Davydov       | Biélorussie          | 30.2   |           | 9         | 16          | 17          |
| 19                                          | Tomáš Verner         | Tchéquie             | 36.2   | 13        |           | 20          | 19          |
| 20                                          | Gregor Urbas         | Slovénie             | 36.8   |           | 8         | 21          | 21          |
| 21                                          | Kristoffer Berntsson | Suède                | 38.8   |           | 11        | 24          | 20          |
| 22                                          | Yamato Tamura        | Japon                | 41.0   | 12        |           | 22          | 23          |
| 23                                          | Neil Wilson          | Royaume-Uni          | 41.4   | 14        |           | 23          | 22          |
| Abandon                                     | Ilia Klimkin         | Russie               |        |           | 2         | 9           |             |
| Patineurs éliminés après le programme court |                      |                      |        |           |           |             |             |
| 25                                          | Zoltán Tóth          | Hongrie              |        |           | 12        | 26          | NC          |
| 26                                          | Ari-Pekka Nurmenkari | Finlande             |        |           | 14        | 25          | NC          |
| 27                                          | Vitali Danilchenko   | Ukraine              |        |           | 10        | 29          | NC          |
| 28                                          | Vakhtang Murvanidze  | Géorgie              |        |           | 13        | 28          | NC          |
| 29                                          | Trifun Živanović     | Serbie-et-Monténégro |        |           | 15        | 27          | NC          |
| 30                                          | Juraj Sviatko        | Slovaquie            |        | 15        |           | 30          | NC          |
| Patineurs éliminés après les qualifications |                      |                      |        |           |           |             |             |
| 31                                          | Lee Dong-whun        | Corée du Sud         |        |           | 16        | NC          | NC          |
| 31                                          | Patrick Meier        | Suisse               |        | 16        |           | NC          | NC          |
| 33                                          | Clemens Jonas        | Autriche             |        |           | 17        | NC          | NC          |
| 33                                          | Sergei Kotov         | Israël               |        | 17        |           | NC          | NC          |
| 35                                          | Aidas Reklys         | Lituanie             |        |           | 18        | NC          | NC          |
| 35                                          | Bradley Santer       | Australie            |        | 18        |           | NC          | NC          |
| 37                                          | Yon Garcia           | Espagne              |        | 19        |           | NC          | NC          |
| 37                                          | Pavel Kersha         | Biélorussie          |        |           | 19        | NC          | NC          |
| 39                                          | Andrei Dobrokhodov   | Azerbaïdjan          |        | 20        |           | NC          | NC          |
| 40                                          | Miguel Angel Moyron  | Mexique              |        | 21        |           | NC          | NC          |
| Forfait                                     | Gareth Echardt       | Afrique du Sud       |        |           |           | NC          | NC          |

### Dames
| Rang                                          | Nom                   | Nation               | Points | Qualif. B | Qualif. A | Prog. court | Prog. libre |
| --------------------------------------------- | --------------------- | -------------------- | ------ | --------- | --------- | ----------- | ----------- |
| 1                                             | Shizuka Arakawa       | Japon                | 2.6    |           | 1         | 2           | 1           |
| 2                                             | Sasha Cohen           | États-Unis           | 4.0    | 1         |           | 1           | 3           |
| 3                                             | Michelle Kwan         | États-Unis           | 5.6    |           | 3         | 4           | 2           |
| 4                                             | Miki Ando             | Japon                | 6.6    |           | 2         | 3           | 4           |
| 5                                             | Carolina Kostner      | Italie               | 11.4   |           | 6         | 5           | 6           |
| 6                                             | Júlia Sebestyén       | Hongrie              | 11.8   | 3         |           | 6           | 7           |
| 7                                             | Fumie Suguri          | Japon                | 12.4   |           | 8         | 7           | 5           |
| 8                                             | Joannie Rochette      | Canada               | 15.4   | 5         |           | 9           | 8           |
| 9                                             | Irina Sloutskaïa      | Russie               | 17.8   |           | 5         | 8           | 11          |
| 10                                            | Ielena Sokolova       | Russie               | 18.2   | 2         |           | 14          | 9           |
| 11                                            | Elena Liashenko       | Ukraine              | 19.6   | 4         |           | 10          | 12          |
| 12                                            | Susanna Pöykiö        | Finlande             | 20.6   |           | 4         | 15          | 10          |
| 13                                            | Sarah Meier           | Suisse               | 23.8   | 9         |           | 12          | 13          |
| 14                                            | Jennifer Robinson     | Canada               | 25.2   | 6         |           | 13          | 15          |
| 15                                            | Viktoria Volchkova    | Russie               | 28.4   |           | 7         | 11          | 19          |
| 16                                            | Idora Hegel           | Croatie              | 28.6   | 8         |           | 19          | 14          |
| 17                                            | Anne-Sophie Calvez    | France               | 29.8   |           | 9         | 17          | 16          |
| 18                                            | Jennifer Kirk         | États-Unis           | 30.4   | 7         |           | 16          | 18          |
| 19                                            | Fang Dan              | Chine                | 34.6   |           | 11        | 22          | 17          |
| 20                                            | Miriam Manzano        | Australie            | 35.6   |           | 12        | 18          | 20          |
| 21                                            | Annette Dytrt         | Allemagne            | 38.0   | 10        |           | 20          | 22          |
| 22                                            | Zuzana Babiaková      | Slovaquie            | 39.4   |           | 10        | 24          | 21          |
| 23                                            | Valentina Marchei     | Italie               | 40.0   | 11        |           | 21          | 23          |
| 24                                            | Jenna McCorkell       | Royaume-Uni          | 43.0   | 13        |           | 23          | 24          |
| Patineuses éliminées après le programme court |                       |                      |        |           |           |             |             |
| 25                                            | Julia Lautowa         | Autriche             |        |           | 15        | 25          | NC          |
| 26                                            | Michelle Cantu        | Mexique              |        | 15        |           | 26          | NC          |
| 27                                            | Mojca Kopač           | Slovénie             |        |           | 14        | 27          | NC          |
| 28                                            | Sara Falotico         | Belgique             |        |           | 13        | 28          | NC          |
| 29                                            | Daria Timoshenko      | Azerbaïdjan          |        | 12        |           | 29          | NC          |
| 30                                            | Choi Ji-eun           | Corée du Sud         |        | 14        |           | 30          | NC          |
| Patineuses éliminées après les qualifications |                       |                      |        |           |           |             |             |
| 31                                            | Diane Chen            | Taipei chinois       |        | 16        |           | NC          | NC          |
| 31                                            | Hristina Vassileva    | Bulgarie             |        |           | 16        | NC          | NC          |
| 33                                            | Gintarė Vostrecovaitė | Lituanie             |        | 16        |           | NC          | NC          |
| 33                                            | Karen Venhuizen       | Pays-Bas             |        |           | 17        | NC          | NC          |
| 35                                            | Jenna-Anne Buys       | Afrique du Sud       |        | 18        |           | NC          | NC          |
| 35                                            | Tuğba Karademir       | Turquie              |        |           | 18        | NC          | NC          |
| 37                                            | Ksenija Jastsenjski   | Serbie-et-Monténégro |        | 19        |           | NC          | NC          |
| 37                                            | Lucie Krausová        | Tchéquie             |        |           | 19        | NC          | NC          |
| 39                                            | Anna Bernauer         | Luxembourg           |        |           | 20        | NC          | NC          |
| 39                                            | Olga Vassiljeva       | Estonie              |        | 20        |           | NC          | NC          |
| 41                                            | Nina Bates            | Bosnie-Herzégovine   |        | 21        |           | NC          | NC          |
| 41                                            | Keren Shua Haim       | Israël               |        |           | 21        | NC          | NC          |

### Couples
| Rang | Nom                                   | Nation      | Points | Prog. court | Prog. libre |
| ---- | ------------------------------------- | ----------- | ------ | ----------- | ----------- |
| 1    | Tatiana Totmianina / Maksim Marinin   | Russie      | 2.5    | 1           | 2           |
| 2    | Shen Xue / Zhao Hongbo                | Chine       | 3.0    | 4           | 1           |
| 3    | Pang Qing / Tong Jian                 | Chine       | 4.5    | 3           | 3           |
| 4    | Maria Petrova / Aleksey Tikhonov      | Russie      | 5.0    | 2           | 4           |
| 5    | Zhang Dan / Zhang Hao                 | Chine       | 8.0    | 6           | 5           |
| 6    | Dorota Zagórska / Mariusz Siudek      | Pologne     | 8.5    | 5           | 6           |
| 7    | Julia Obertas / Sergei Slavnov        | Russie      | 10.5   | 7           | 7           |
| 8    | Anabelle Langlois / Patrice Archetto  | Canada      | 12.0   | 8           | 8           |
| 9    | Valérie Marcoux / Craig Buntin        | Canada      | 14.0   | 10          | 9           |
| 10   | Rena Inoue / John Baldwin             | États-Unis  | 14.5   | 9           | 10          |
| 11   | Sabrina Lefrançois / Jérôme Blanchard | France      | 17.0   | 12          | 11          |
| 12   | Eva-Maria Fitze / Rico Rex            | Allemagne   | 17.5   | 11          | 12          |
| 13   | Kathryn Orscher / Garrett Lucash      | États-Unis  | 20.0   | 14          | 13          |
| 14   | Tatiana Volosozhar / Petr Kharchenko  | Ukraine     | 20.5   | 13          | 14          |
| 15   | Milica Brozovic / Vladimir Futas      | Slovaquie   | 22.5   | 15          | 15          |
| 16   | Julia Shapiro / Vadim Akolzin         | Israël      | 24.0   | 16          | 16          |
| 17   | Olga Boguslavska / Andrei Brovenko    | Lettonie    | 26.0   | 18          | 17          |
| 18   | Diana Rennik / Aleksei Saks           | Estonie     | 26.5   | 17          | 18          |
| 19   | Marina Aganina / Artem Knyazev        | Ouzbékistan | 28.5   | 19          | 19          |

### Danse sur glace
| Rang                                               | Nom                                     | Nation      | Points | Danse imposée Groupe B | Danse imposée Groupe A | Danse originale | Danse libre |
| -------------------------------------------------- | --------------------------------------- | ----------- | ------ | ---------------------- | ---------------------- | --------------- | ----------- |
| 1                                                  | Tatiana Navka / Roman Kostomarov        | Russie      | 2.0    | 1                      |                        | 1               | 1           |
| 2                                                  | Albena Denkova / Maxim Staviski         | Bulgarie    | 3.6    |                        | 1                      | 2               | 2           |
| 3                                                  | Kati Winkler / René Lohse               | Allemagne   | 6.2    | 2                      |                        | 4               | 3           |
| 4                                                  | Olena Hrushyna / Ruslan Honcharov       | Ukraine     | 6.6    |                        | 2                      | 3               | 4           |
| 5                                                  | Tanith Belbin / Benjamin Agosto         | États-Unis  | 9.6    |                        | 4                      | 5               | 5           |
| 6                                                  | Isabelle Delobel / Olivier Schoenfelder | France      | 10.8   | 3                      |                        | 6               | 6           |
| 7                                                  | Galit Chait / Sergei Sakhnovski         | Israël      | 13.4   | 4                      |                        | 8               | 7           |
| 8                                                  | Marie-France Dubreuil / Patrice Lauzon  | Canada      | 13.4   |                        | 3                      | 7               | 8           |
| 9                                                  | Federica Faiella / Massimo Scali        | Italie      | 16.4   | 5                      |                        | 9               | 9           |
| 10                                                 | Oksana Domnina / Maksim Chabaline       | Russie      | 18.4   | 6                      |                        | 10              | 10          |
| 11                                                 | Megan Wing / Aaron Lowe                 | Canada      | 20.2   |                        | 5                      | 12              | 11          |
| 12                                                 | Melissa Gregory / Denis Petukhov        | États-Unis  | 21.4   | 7                      |                        | 11              | 12          |
| 13                                                 | Svetlana Kulikova / Vitali Novikov      | Russie      | 24.4   | 9                      |                        | 13              | 13          |
| 14                                                 | Sinead Kerr / John Kerr                 | Royaume-Uni | 25.6   |                        | 8                      | 14              | 14          |
| 15                                                 | Natalia Gudina / Alexei Beletski        | Israël      | 26.4   |                        | 6                      | 15              | 15          |
| 16                                                 | Kristin Fraser / Igor Lukanin           | Azerbaïdjan | 29.8   | 8                      |                        | 16              | 17          |
| 17                                                 | Nozomi Watanabe / Akiyuki Kido          | Japon       | 30.8   | 10                     |                        | 18              | 16          |
| 18                                                 | Nóra Hoffmann / Attila Elek             | Hongrie     | 31.0   |                        | 7                      | 17              | 18          |
| 19                                                 | Anastasia Grebenkina / Vazgen Azroyan   | Arménie     | 35.0   |                        | 10                     | 20              | 19          |
| 20                                                 | Nathalie Péchalat / Fabian Bourzat      | France      | 35.0   |                        | 9                      | 19              | 20          |
| 21                                                 | Julia Golovina / Oleg Voiko             | Ukraine     | 38.6   | 11                     |                        | 22              | 21          |
| 22                                                 | Yang Fang / Gao Chongbo                 | Chine       | 40.4   |                        | 12                     | 21              | 23          |
| 23                                                 | Josée Piché / Pascal Denis              | Canada      | 41.2   | 12                     |                        | 24              | 22          |
| 24                                                 | Alexandra Kauc / Michał Zych            | Pologne     | 42.2   |                        | 11                     | 23              | 24          |
| Couples de danse éliminés après la danse originale |                                         |             |        |                        |                        |                 |             |
| 25                                                 | Diana Janošťáková / Jiří Procházka      | Tchéquie    |        | 14                     |                        | 25              | NC          |
| 26                                                 | Natalie Buck / Trent Nelson-Bond        | Australie   |        | 13                     |                        | 26              | NC          |
| 27                                                 | Barbara Herzog / Dmitri Matsjuk         | Autriche    |        |                        | 13                     | 27              | NC          |
| 28                                                 | Jessica Huot / Juha Valkama             | Finlande    |        |                        | 14                     | 28              | NC          |
| 29                                                 | Clover Zatzman / Aurimas Radisauskas    | Lituanie    |        | 15                     |                        | 29              | NC          |